# Sedat Karaoğlu
Sedat Karaoğlu (* 8. Februar 1960 in Izmir; † 1. Juni 2014 ebenda) war ein türkischer Fußballspieler. Durch seine langjährige Tätigkeit für Fenerbahçe Istanbul wird er mit diesem Verein in Verbindung gebracht.

## Spielerkarriere

### Im Verein
Die Anfänge von Karaoğlus Karriere sind kaum dokumentiert. Er spielte eine unbestimmte Zeitlang für den Zweitligisten Aydınspor. Hier fiel er den Verantwortlichen des türkischen Traditionsvereins Fenerbahçe Istanbul auf, die ihn dann im Sommer 1980 verpflichteten. Bei den Istanbulern wurde Karaoğlu trotz seines Alters von 19 Jahren von Trainer Friedel Rausch in 23 Ligaspielen eingesetzt. Obwohl sein Verein eine der bis dato erfolglosesten Spielzeiten erlebte und gegen den Abstieg spielte, zeigte Karaoğlu über die gesamte Spielzeit verheißungsvolle Leistungen und stieg so zum Nationalspieler auf. Fenerbahçe spielte bis zum Saisonende gegen den Abstieg und erreichte den Klassenerhalt punktgleich zum letzten Absteiger nur dank des besseren Torverhältnisses. Nach dieser aus Vereinssicht enttäuschenden Saison wurde im Kader unter der Direktive von Rausch eine Revision durchgeführt und mehrere gestandene Spieler abgegeben. Stattdessen wurden neben Neueinkäufen auch die jüngeren Spieler in die Mannschaft weiter etabliert. Karaoğlu wurde zu Beginn dieser zweiten Saison von Rausch kaum eingesetzt. Um ihm Spielpraxis zu ermöglichen, verlieh ihn sein Verein vom November 1981 bis zum Sommer 1982 an den Ligarivalen Göztepe Izmir. Für die Spielzeit 1982/83 stellte Fenerbahçe den Jugoslawen Branko Stanković als neuen Cheftrainer ein. Dieser Trainer behielt Karaoğlu im Mannschaftskader und setzte ihn als Ergänzungsspieler in neun Ligaspielen ein. Unter diesem Trainer steigerte die Mannschaft ihre Vorjahresleistung. In der türkischen Meisterschaft setzte man sich gegen den damals ärgsten Rivalen Trabzonspor durch und gewann nach fünf Jahren wieder diese Trophäe. Zudem wurde das Team in dieser Saison Türkischer Pokalsieger und damit zum dritten Mal in seiner Vereinsgeschichte türkischer Double-Sieger. In der nächsten Spielzeit vergab sein Team die Meisterschaft und den Pokal erneut an Trabzonspor. Dabei steigerte Karaoğlu seine Einsätze auf 15 Ligaspiele. Nachdem die Titelverteidigung in der Meisterschaft verfehlt wurde, ersetzte die Vereinsführung im Sommer 1984 Stanković durch Todor Veselinović. Unter diesem Trainer holte Fenerbahçe in der Saison 1984/85 wieder die türkische Meisterschaft. Über die gesamte Saison kämpfte die Mannschaft mit Beşiktaş Istanbul um die Tabellenführung. Am drittletzten Spieltag traf Karaoğlus Mannschaft auswärts auf den direkten Meisterschaftsrivalen. Beide Teams gingen punktgleich in diese Begegnung. Am Saisonende beendete Fenerbahçe punktgleich zu Beşiktaş die Saison aufgrund des besseren Torverhältnisses als Meister. Zudem gewann man in dieser Saison den Präsidenten-Pokal und zum dritten Mal in Folge den Marinepokal. Karaoğlu kam in dieser Spielzeit zu 22 Pflichtspieleinsätzen, wobei er in neun dieser Einsätze ein- oder ausgewechselt wurde.
Trotz der gewonnenen Meisterschaft ersetzte die Vereinsführung Veselinović durch den Ungarn Kálmán Mészöly. Dieser Trainer setzte nach dem vorsaisonalen Vorbereitungscamp Karaoğlu auf die Liste jener Spieler, die für die kommende Saison ausgeliehen werden sollten. So verbrachte Karaoğlu die Saison 1985/86 beim Ligarivalen Malatyaspor. Für diesen Verein absolvierte Karaoğlu während einer Saison 24 Ligaeinsätze. Zur neuen Saison kehrte Karaoğlu zu Fenerbahçe zurück und wurde vom neuen Cheftrainer Branko Stanković als Stammspieler eingesetzt. In dieser und der nachfolgenden Saison blieb Karaoğlus Mannschaft chancenlos in der Meisterschaft. Bei der damals gültigen Zwei-Punkte-Regelung belegte man Tabellenplätze, die eine Punktedifferenz von weit mehr als 14 Punkten zum jeweiligen Meister aufwiesen. In diesen Spielzeiten verpasste der Verein auch die Qualifikation für die europäischen Pokalwettbewerbe. Nachdem sich in der Saison 1986/87 abzeichnete, dass Fenerbahçe über die Ligaplatzierung sich für keinen europäischen Pokalwettbewerb qualifizieren werde, konzentrierte sich die Mannschaft auf den Türkischen Pokalwettbewerb. Hier traf die Mannschaft im Viertelfinale auf den damals starken Verein Samsunspor. Dieser Verein hatte die letzten drei Begegnungen gegen Fenerbahçe überlegen gewonnen und in zwei dieser Spiele Fenerbahçe gar mit 0:4 zwei der herbsten Niederlagen der Vereinsgeschichte zugefügt. Auch im ersten Spiel des Pokalviertelfinales unterlag Karaoğlus Team Samsunspor auswärts mit 0:1. Dadurch riskierte der Verein die Qualifikation für die europäischen Pokalwettbewerbe einerseits und erlebte die vierte Niederlage in Folge gegen Samsunspor. Unter diesen angespannten Umständen lieferten sich beide Teams im Rückspiel, welches am 1. April 1987 vor heimischer Kulisse gespielt wurde, ein packendes Spiel. Fenerbahçe vergab mehrere hochkarätige Tormöglichkeiten und verschoss einen Elfmeter. Das Spiel endete mit 0:0, wodurch Samsunspor aufgrund des Hinspielsieges sich für das Halbfinale qualifizierte. Unmittelbar nach Spielabpfiff kam es zwischen Spielern beider Teams zu einem Handgemenge. Der Torhüter von Samsunspor, Fatih Uraz, hatte sich zu unbeschwert und ausgiebig über den Halbfinaleinzug gefreut, dass er den Unmut einiger Fenerbahçe-Spieler auf sich zog. Dieser Umstand sorgte auf dem Spielfeld zu tumultartigen Situationen. Als Folge erhielt Karaoğlu mit weiteren Teamkollegen wie Müjdat Yetkiner, Abdülkerim Durmaz und Hasan Özdemir vom nationalen Fußballverband eine Spielsperre von acht Monaten. Auch die nachfolgende Saison blieb der Klub hinter den Erwartungen zurück und qualifizierte sich erneut für keinen europäischen Pokalwettbewerb. Karaoğlu absolvierte in dieser Saison alle Ligaspiele seiner Mannschaft.
Zur neuen Saison wurde mit Todor Veselinović der Meistertrainer aus der Spielzeit 1984/85 engagiert. Zudem verpflichtete der Verein mit dem deutschen Torhüter Toni Schumacher einen internationalen Star. Ferner investierte die Vereinsführung weiter in die Mannschaft und verpflichtete mit Şenol Ustaömer, Oğuz Çetin, Aykut Kocaman, Turhan Sofuoğlu, Hasan Vezir, Hakan Tecimer und Orhan Kapucu Stars bzw. wichtige Youngsters der damaligen Zeit. Mit dieser Mannschaft spielte Fenerbahçe eine überragende Saison. Die Saison beendete man mit zehn Punkten Vorsprung auf den Zweitplatzierten Galatasaray und holte nach vier Jahren wieder die türkische Meisterschaft. Zudem erzielte die Mannschaft über die gesamte Saison 103 Tore und erspielte damit einen neuen Torrekord in der 1. Lig ein. Diese Mannschaft ging als Meistermannschaft mit 103 Toren in die Vereinsannalen ein. Karaoğlu kam als Einwechselspieler zu lediglich sechs Ligaeinsätzen und verlor seinen letztjährigen Stammplatz.
In die nächste Saison, 1989/90, startete Karaoğlu zwar bei Fenerbahçe, jedoch wechselte er bereits im Oktober 1989 zum Ligarivalen Samsunspor und verließ damit nach etwa neun Jahren Fenerbahçe. Mit Samsunspor verfehlte Karaoğlu zum Saisonende den Klassenerhalt und stieg mit diesem Verein in die 2. Futbol Ligi ab. In der 2. Lig wurde die Meisterschaft der Liga und dadurch der direkte Wiederaufstieg in die 1. Lig erreicht. Trotz dieses Erfolges verließ Karaoğlu zum Sommer 1991 den Klub und wechselte stattdessen zum Zweitligisten Sökespor. Nach einer Spielzeit für diesen Klub zog er zur nächsten Saison zum Drittligisten Düzcespor weiter. Mit diesem Klub erreichte er die Meisterschaft der 3. Futbol Ligi und stieg in die 2. Lig auf. Im Sommer 1994 kehrte er zu seinem vorherigen Klub Sökespor zurück. Für diesen Verein spielte er zwei Spielzeiten lang und beendete anschließend seine Karriere.

### Nationalmannschaft
Karaoğlu Nationalmannschaftskarriere begann während seiner Zeit bei Gaziantepspor. Hier wurde er erstmals in den Kader der türkischen U-21-Auswahl nominiert und absolvierte gegen die Tschechoslowakische U-21-Nationalmannschaft sein Länderspieldebüt.
Ein Jahr nach seinem U-21-Einsatz wurde er vom türkischen Nationaltrainer Özkan Sümer in den Kader der Türkischen Nationalmannschaft nominiert. Nachdem er in der Partie gegen Wales auf der Ersatzbank saß, absolvierte er im April 1981 gegen die Tschechoslowakei sein erstes und einziges Länderspiel.

## Tod
Karaoğlu erlitt in der Nacht vom 31. Mai 2014 zum 1. Juni 2014 nach Mitternacht einen Herzinfarkt und verstarb an dessen Folgen in einem Krankenhaus seiner Heimatstadt Izmir. Er wurde am gleichen Tag nach dem Mittagsgebet in der Neuen Moschee Bornova auf dem alten Bornova-Friedhof beigesetzt.

## Erfolge
Mit Fenerbahçe Istanbul
- Türkischer Meister: 1982/83, 1984/85, 1988/89
- Türkischer Pokalsieger: 1982/83
- Präsidenten-Pokalspieler: 1983/84, 1984/85
- Premierminister-Pokalsieger: 1988/89
- Marinepokalsieger: 1982/83, 1983/84, 1984/85
- TSYD-Istanbul-Pokalsieger: 1980/81, 1982/83, 1986/87

Mit Samsunspor
- Meister der TFF 1. Lig und Aufstieg in die Süper Lig: 1990/91

Mit Düzcespor
- Meister der TFF 2. Lig und Aufstieg in die TFF 1. Lig: 1993/94